# Fossiomanus
Fossiomanus is een geslacht van uitgestorven synapsiden uit de Tritylodontidae. Dit dier leefde in het Vroeg-Krijt (Aptien, circa 120 miljoen jaar geleden) in oostelijk Azië (China). Het omvat als enige soort Fossiomanus sinensis, die bekend is van een enkel bijna compleet skelet uit het Aptien van de Jiufotangformatie. Kenmerken van de ledematen en wervels wijzen erop dat Fossiomanus was aangepast aan een gravende levensstijl. 
Fossiomanus leefde ongeveer 120 miljoen jaar geleden en is daarmee mogelijk de geologisch jongst bekende tritylodontide.

## Kenmerken
Fossiomanus was 316 millimeter lang, exclusief de 65 millimeter lange staart, met een over het algemeen gedrongen bouw. Dit herbivore dier had een gravende leefwijze met korte poten, sterke voorpoten, robuuste handen met klauwen en een korte staart. Zijn spitse snuit en korte staart gaven hem een fusiforme lichaamsbouw. Hij had een langgerekte romp, met 26 borstwervels en 5 lendenwervels. 

## Ontdekking en naamgeving
Fossiomanus sinensis werd in 2021 benoemd door Fangyuan Mao, Chi Zhang, Cunyu Liu en Jin Meng, op basis van het holotype exemplaar JZMP-2107500093, een bijna compleet skelet met een beschadigde schedel uit de Jiufotangformatie van Liaoning. De geslachtsnaam is afgeleid van het Latijnse fossio 'graven' en manus 'hand' en de soortaanduiding betekent 'uit China'. Fossiomanus is de enige vertegenwoordiger van de Tritylodontidae in de Jehol-groep.

## Evolutie
Fossiomanus behoort tot de Tritylodontidae, een clade van cynodonten die de laatste overlevende lijn van niet-mammalische synapsiden was. Tritylodontiden waren wijdverspreid tijdens het Vroeg-Jura, maar waren in het Laat-Jura beperkt tot Azië. Fossiomanus is waarschijnlijk de geologisch jongst bekende tritylodontide; zijn holotype exemplaar werd gevonden net onder een tufsteenlaag die 118,9 - 0,8 miljoen jaar oud is. Het lijkt iets recenter te zijn dan Montirictus, een andere laat-overlevende tritylodontide, die werd gevonden in lagen die tussen 121,2 - 1,1 en 130,7 - 0,8 miljoen jaar oud zijn. Een andere laat-overlevende tritylodontide is Xenocretosuchus, gevonden in de Ilekformatie van Siberië, waarvan de ouderdom slecht is vastgesteld maar geschat wordt op Barremien-Aptien.
Eerdere tritylodontiden, zoals Kayentatherium, hadden niet de langwerpige lichaamsbouw die kenmerkend is voor Fossiomanus. De evolutie van een langgerekt lichaam bij Fossiomanus kan het gevolg zijn geweest van een verandering in de GDF11 of OCT4 genen, die de ontwikkeling van de overgang van de romp naar de staart regelen. Met een totaal van 38 presacrale wervels bevond Fossiomanus zich mogelijk aan de bovengrens van het aantal presacrale wervels dat mogelijk is bij mammaliamorfen; geen enkel bekend landzoogdier overschrijdt dit aantal, hoewel klipdassen het evenaren.